# ربيع هوساوي
ربيع بدر هوساوي، لاعب كرة قدم سعودي، يلعب في خط الدفاع في نادي الباطن.

## مسيرة اللاعب
مثل النادي الأهلي في الفئات السنية و لعب بعدها مع نادي الشعلة ونادي الحجاز ونادي نجران ونادي الباطن.